# Ojców Nationalpark
Ojców Nationalpark (polsk: Ojcowski Park Narodowy) er en nationalpark i Powiat Kraków, Lillepolens Voivodeship i det sydlige Polen, etableret i 1956. Det har sit navn fra landsbyen Ojców, hvor den også har sit hovedkvarter. Komponisten Chopin besøgte Ojców i 1829.
Det er Polens mindste nationalpark med et oprindeligt areal på 14,40 km², siden udvidet til 21,46 km². Af dette område 15,28 km² er skovklædt og 2,51 km² er strengt beskyttet. Parken ligger 16 kilometer nord for Kraków, i Kraków-Częstochowa Jura.

## Geografi
Parken er karakteriseret af grundfjeld afbrudt af karstområder, og to floder (Prądnik og Sąspówka) hvis dale indeholder talrige kalkstens klipper, kløfter og over 400 huler. Den største af disse, Łokieteks hule (siges at have beskyttet kong Władysław I Łokietek, som den er opkaldt efter), er 320 meter dyb. Området er også kendt for sine klippeformationer, hvor den mest berømte er Maczuga Herkulesa (eller Hercules Køllen), en 25 meter høj kalkstensøjle.
Ojcowski Park har en høj biodiveristet: over 5.500 arter bor i parken, heriblandt 4600 arter af insekter (inklusive 1700 biller og 1075 sommerfugle) og 135 fugle . Pattedyr inkluderer bæver, grævling, lækat og 15 arter af flagermus, hvoraf mange ligger i dvale i parkens huler om vinteren.

### Vandløb
Vandløbene udviklede sig i slutningen af tertiærperioden til sin nuværende form som et resultat af dybt erosion. Det vigtigste vandløb er Pradnik. Dens biflod i parken er Saspowka. Vandløbene forsynes med vand fra ca. 20 kilder i karst-revner, kaldet "wywierzyska" (stigende kilder).

## Menneskelig beboelse og kultur
Den tidligste bosættelse i området daterer sig til ældste stenalder for cirka 120.000 år siden. Ojców- regionen er rig på flint, der tiltrak de tidlige mennesker.
Parken indeholder adskillige slotte, herunder et ødelagt gotisk slot ved Ojców og et bedre bevaret renæssanceslot ved Pieskowa Skała, begge på turistruten Ørnereden . Der er to museer i parken, professor Władyslaw Szafer-museet (opkaldt efter den første person, der talte for oprettelsen af en nationalpark i Ojców-området) og en afdeling af den Krakow-baserede National Art Collection, der ligger i Pieskowa Skała slottet.

## Galleri
- Ojców Nationalpark Museum
- Kapel på vandet
- Maczuga Herkulesa
- Krakóws port
- Pieskowa Skala Slot
- Ojców Slot ruiner
- Prądnik-dalen